# ألعاب القوى الأولمبية الصيفية لعام 1984 - 5000 متر رجال
ألعاب القوى الأولمبية الصيفية لعام 1984 - 5000 متر رجال هو حدث رياضي لمسافة 5000 متر رجال أقيم في صيف الألعاب الأولمبية في الفترة من 8 إلى 11 أغسطس 1984 في مدرج لوس أنجلوس التذكاري في لوس أنجلوس في الولايات المتحدة. فاز بهذه النسخة المغربي سعيد عويطة.

## المتوجون
| الجائزة | العداء        | البلد    |
| ------- | ------------- | -------- |
| ذهبية   | سعيد عويطة    | المغرب   |
| فضية    | ماركوس ريفيل  | سويسرا   |
| برونزية | أنطونيو ليتاو | البرتغال |

## أرقام قياسية
كانت هذه الأرقام القياسية العالمية والأولمبية الدائمة (بالدقائق) قبل دورة الألعاب الأولمبية الصيفية لعام 1984.
| رقم قياسي عالمي  | 13:00.41 | ديفيد موركروفت | أوسلو (النرويج) | 7 يوليو 1982  |
| رقم قياسي أولمبي | 13:20.34 | براندان فوستر  | مونتريال (كندا) | 28 يوليو 1976 |

## اللائحة النهائية
| الترتيب | العداء                           | التوقيت                   |
| ------- | -------------------------------- | ------------------------- |
|         | سعيد عويطة (المغرب)              | 13:05.59 رقم قياسي أولمبي |
|         | ماركوس ريفيل (سويسرا)            | 13:07.54                  |
|         | أنطونيو ليتاو (البرتغال)         | 13:09.20                  |
| 4.      | تيم هاتشينجز (بريطانيا العظمى)   | 13:11.50                  |
| 5.      | بول كيبكوش (كينيا)               | 13:14.40                  |
| 6.      | تشارلز تشيريوت (كينيا)           | 13:18.41                  |
| 7.      | دوغ باديلا (الولايات المتحدة)    | 13:23.56                  |
| 8.      | جون ووكر (نيوزيلندا)             | 13:24.46                  |
| 9.      | إيزيكيل كاناريو (البرتغال)       | 13:26.50                  |
| 10.     | Wilson Waigwa (كينيا)            | 13:27.34                  |
| 11.     | راي فلين (جزيرة أيرلندا)         | 13:34.50                  |
| 12.     | ماتس إريكسون (السويد)            | 13:41.64                  |
| 13.     | إيمون مارتن (بريطانيا العظمى)    | 13:53.34                  |
| 14.     | ديفيد موركروفت (بريطانيا العظمى) | 14:16.61                  |
| –       | مارتي فاينيو (فنلندا)            | DNS 1                     |

1 لم يُسمح لمارتي فاينيو بالبدء في المباراة النهائية بعد أن كانت نتيجة اختباره إيجابية للميتينولون بعد نهائي 10000 متر.